# Bienal Iberoamericana de Arquitectura y Urbanismo
La Bienal Iberoamericana de Arquitectura y Urbanismo es una iniciativa del Ministerio de Fomento del Gobierno de España que busca ser un espacio de intercambio de experiencias entre los profesionales de la arquitectura y el urbanismo de los países de Iberoamérica así como un lugar de debate sobre los grandes problemas que inciden en la arquitectura y el urbanismo.

## Historia
Su primera edición se celebró en Madrid en 1998. Con posterioridad se ha desarrollado en México (2000), Chile (2002), Lima (2004), Montevideo (2006), Lisboa (2008), Medellín (2010), Cádiz (2012), Rosario (2014),  São Paulo (2016), Asunción (2019) y Ciudad de México (2022). 

## Premios
La BIAU premia los trabajos y obras realizados en Iberoamérica, Portugal o España en las siguientes categorías: Obras de edificación, urbanización y renovación urbana; publicaciones (ya sea en papel, como libros y revistas, ya sea en otros soportes, como el formato vídeo); y trabajos de investigación inéditos dedicados al estudio de la evolución de las ciudades españolas, portuguesas e iberoamericanas o al papel de la arquitectura como herramienta para la integración social, entre otros temas.
Además, la BIAU concede premios a la trayectoria profesional de arquitectos, entidades o colectivos que hayan desempeñado una labor ejemplar en el campo de la arquitectura y el urbanismo desde el punto de vista estético, funcional, social, técnico, económico o medioambiental.
Junto a estos galardones la BIAU desarrolla un concurso de proyectos para estudiantes de arquitectura y, en esta VIII edición, un certamen de vídeos abierto a todos los ciudadanos interesados en mostrar su particular mirada sobre sus ciudades, sus barrios o los espacios urbanos que habitan, bien mostrando o denunciando aquello que les preocupa o aportando ideas para mejorar su entorno.
Estos han sido los premiados a lo largo de la historia de la Bienal Iberoamericana de Arquitectura y Urbanismo:
| año  |                                                              | Lugar                     | Premios |
| ---- | ------------------------------------------------------------ | ------------------------- | --- |
| 1998 | I Bienal Iberoamericana de Arquitectura e Ingeniería Civil   | Madrid (España)           | Premio a la trayectoria profesional en la Arquitectura: - Francisco Javier Saénz de Oiza, España - Paulo Archias Mendes da Rocha, Brasil - Fernando Luis Cardoso Meneses de Tavares E Tavora, Portugal Premio a la trayectoria profesional en la Ingeniería Civil: - José Antonio Jiménez Salas, España |
| 2000 | II Bienal Iberoamericana de Arquitectura e Ingeniería Civil  | Ciudad de México (México) | Premio de Honor de la II Bienal (Arquitectura + Ingeniería Civil) - Oscar Niemeyer, Brasil Premio a la trayectoria profesional en la Arquitectura - Rogelio Salmona, Colombia, Premio a la trayectoria profesional en la Ingeniería Civil - Jaime Luna, México                                          |
| 2002 | III Bienal Iberoamericana de Arquitectura e Ingeniería Civil | Santiago de Chile (Chile) | Premio de Honor Ex Aequo a la Trayectoria Conjunta Arquitecto + Ingeniero: - Joao Filgueiras Lima, Arquitecto. Brasil - Santiago Arias, Ingeniero. Chile Premio de Honor a la Trayectoria Arquitecto: - Álvaro Siza Vieira, Arquitecto. Portugal                                                        |
| 2004 | IV Bienal Iberoamericana de Arquitectura y Urbanismo         | Lima (Perú)               | Premio de honor: - Emilio Soyer Nash (Perú) |
| 2006 | V Bienal Iberoamericana de Arquitectura y Urbanismo          | Montevideo (Uruguay)      | Premio a la trayectoria: - Rosa Grena Kliass (Brasil) - Teodoro González de León (México) |
| 2008 | VI Bienal Iberoamericana de Arquitectura y Urbanismo         | Lisboa (Portugal)         | Premio a la trayectoria: - Mariano Arana (Uruguay) - Ricardo Legorreta (México) |
| 2010 | VII Bienal Iberoamericana de Arquitectura y Urbanismo        | Medellín (Colombia)       | Premio a la trayectoria - Nuno Teotónio Pereira (Portugal) - Germán Samper (Colombia) - Fernando Castillo (Chile) |
| 2012 | VIII Bienal Iberoamericana de Arquitectura y Urbanismo       | Cádiz (España)            | Premio a la trayectoria - César Naselli (Argentina) - Juan Navarro Baldeweg (España) |
| 2014 | IX Bienal Iberoamericana de Arquitectura y Urbanismo         | Rosario (Argentina)       | Premio a la trayectoria - Fruto Vivas (Venezuela) |
| 2016 | X Bienal Iberoamericana de Arquitectura y Urbanismo          | São Paulo (Brasil)        | Premio Iberoamericano - Eduardo Souto de Moura (Portugal) |

## Entidades colaboradoras
En la organización de la BIAU colaboran la Agencia Española de Cooperación Internacional al Desarrollo del Ministerio de Asuntos Exteriores y de Cooperación, el Consejo Superior de Colegios de Arquitectos de España, la Federación Española de Municipios y Provincias, la Conferencia de Rectores de Universidades Españolas, la Empresa Municipal de Vivienda y Suelo de Madrid y la Fundación Caja de Arquitectos. En la VIII BIAU participan también el Ayuntamiento de Cádiz, el Consorcio para la Conmemoración del II Centenario de la Constitución de 1812 y el Colegio Oficial de Arquitectos de Cádiz.